# Yes Man
Yes Man er en amerikansk filmkomedie fra 2008. Den blev instrueret af Peyton Reed, og Jim Carrey spiller hovedrollen som Carl Allen. Filmen er baseret på en sand historie, som der også er skrevet en bog om, med samme navn som filmen. Filmen havde i premiere i de danske biografer juledag 2008.

## Handling
Filmen handler om Carl Allen (Jim Carrey), der arbejder i en bank og ikke har været andet end klynkende og negativ efter at han blev dumpet af sin ekskone for tre år siden. Carl vrider sig altid ud aftaler og gider ingen ting, indtil han en dag kommer over et selvhjælpsprogram, der fører til at han må sige ja til absolut alt.
Ja-livet starter dårligt, da han giver en hjemløs et lift, men han bliver hurtigt positiv, fordi han på grund af den hjemløse møder den frisynede Allison, en spontan kvinde i total kontrast til gamle Carl. Opildnet af at have mødt en mulig kæreste, begynder også bankmanden Carl at slå sig løs. 

## Produktion
Filmen er inspireret af forfatteren Danny Wallace, som i 6 måneder svarerede "ja" til alle de spørgsmål, han fik. Det var først meningen at Jack Black skulle være hovedrolleindhaveren. Jim Carrey, der fik den endelige hovedrolle, indgik en aftale om ikke at få nogen fast løn, men i stedet modtage en vis andel, af den samlede indkomst fra filmen. I elastikspringscenen udfører Carrey, selv sit eget stunt og tager det hele i et skud.

## Tagline
One word can change everything

## Medvirkende
- Jim Carrey som Carl Allen
- Zooey Deschanel som Allison
- Bradley Cooper som Peter
- John Michael Higgins som Nick
- Rhys Darby som Norman
- Danny Masterson som Rooney
- Terence Stamp som Terrence Bundley
- Molly Sims som Stephanie
- Sean O'Bryan som Ted
- Sasha Alexander som Lucy
- John Cothran Jr. som Tweed
- Luis Guzmán

## Soundtrack
| Sang                           | Skrevet af                         | Fremført af          |
| ------------------------------ | ---------------------------------- | -------------------- |
| "El B'Nia"                     | Pat Jabbar                         | Maghrebika           |
| "Ana Ng"                       | They Might Be Giants               | They Might Be Giants |
| "Separate Ways (Worlds Apart)" | Jonathan Cain og Steve Perry       | Journey              |
| "Jumper"                       | Stephan Jenkins                    | Jim Carrey           |
| "Helicopter"                   | Kele Okereke                       | Bloc Party           |
| "Olde Mill Inn"                | Ritchie Blackmore og Candice Night | Blackmore's Night    |